# Mitchell Duke
Mitchell Duke (Liverpool, Austràlia, 18 de gener de 1991) és un futbolista australià que juga com a davanter.  Disputà quatre partits amb la selecció d'Austràlia.
| Selecció d'Austràlia | Selecció d'Austràlia | Selecció d'Austràlia |
| Anys                 | Partits              | Gols                 |
| -------------------- | -------------------- | -------------------- |
| 2013                 | 4                    | 2                    |
| Total                | 4                    | 2                    |